# Bank Panic
Bank Panic (ook wel West Bank) is een computerspel dat werd uitgegeven door Sega. Het spel kwam eerst uit als arcadespel, maar later volgde releases voor verschillende homecomputers. Het spel werd ontwikkeld het Japanse studio Sanritsu. De speler speelt een sheriff die zijn bank moet beschermen tegen gemaskerde overvallers. In het spel gaan telkens deuren open met daarachter goede en slechte personen. De bedoeling van het spel is zo snel mogelijk de slechte personen neer te schieten. Elk level bestaat uit twaalf deuren waarvan er telkens drie tegelijkertijd zichtbaar zijn. Het level is ten einde als er door elke deur geld gebracht is naar de bank. Aan het einde van het level kunnen bonuspunten verdient worden aan de hand van het geld wat naar de bank is gebracht en de tijd die nog over is. De speler kan kiezen om te beginnen bij level 1, 3 of 6. Bij moeilijkere levels krijgt de speler meer bonuspunten.

## Platforms
| Jaar | Platform                       |
| ---- | ------------------------------ |
| 1985 | Arcade, SG-1000, ZX Spectrum   |
| 1986 | MSX, Amstrad CPC, Commodore 64 |
| 1987 | SEGA Master System             |

## Ontvangst
| Beoordeeld door                     | Platform           | Datum            | Score |
| ----------------------------------- | ------------------ | ---------------- | ----- |
| Digital Press - Classic Video Games | SEGA Master System | 10 december 2003 | 80%   |
| GamesCollection                     | SEGA Master System | 10 november 2007 | 75%   |
| Power Play                          | SEGA Master System | december 1987    | 70%   |
| Génération 4                        | SEGA Master System | 1987             | 65%   |
| neXGam                              | SEGA Master System | 2002             | 63%   |

## Trivia
- Het spel is opgenomen in het boek 1001 Video Games You Must Play Before You Die van Tony Mott.